# 京田辺市立培良中学校
京田辺市立培良中学校（きょうたなべしりつ ばいりょうちゅうがっこう）は、京都府京田辺市東七反割にある公立中学校。

## 概要
田辺中学校より分離・開校した中学校で、京田辺市東部を校区とする。名称は京田辺市立草内小学校の前身である「培良校」に由来する。

## 沿革
- 1982年1月 - 校名を決定。
- 1982年4月8日 - 田辺中学校内に田辺町立培良中学校開校。
- 1982年6月19日 - 現在地に開校。
- 1985年3月21日 - 柔道場竣工。
- 1988年 - 中国帰国子女教育開始。
- 1991年 - 特殊学級設立。
- 1997年 - 単独市制により、田辺町立から京田辺市立に改称。
- 2004年 - 男子ハンドボール部全国大会出場。5位。
- 2006年 - 男子ハンドボール部全国大会出場。3位。
- 2014年 - 男子ハンドボール部全国大会出場。初優勝。

## 校区
- 京田辺市立草内小学校
- 京田辺市立田辺東小学校

## 部活動
運動部
- 陸上部
- サッカー部
- バレーボール部
- ハンドボール部（男女別）
- バスケットボール部（男女別）
- ソフトテニス部（男女別）
- バドミントン部

文化部
- 吹奏楽部
- 将棋・美術部

## 周辺の施設
- 京都府立田辺高等学校
- 山城大橋

## 周辺の道路
- 国道307号

## 交通
- 近鉄京都線新田辺駅下車
- JR学研都市線京田辺駅下車

## 校区が隣接している学校
- 京田辺市立田辺中学校
- 井手町立泉ヶ丘中学校
- 城陽市立南城陽中学校